# جو کرنیش
جو کُرنیش (انگلیسی: Joe Cornish؛ زادهٔ ۲۰ دسامبر ۱۹۶۸) کمدین، هنرپیشه، کارگردان فیلم، فیلم‌نامه‌نویس، روزنامه‌نگار و مجری رادیو و تلویزیون اهل بریتانیا است.
از فیلم‌ها یا مجموعه‌های تلویزیونی که وی در آن‌ها نقش داشته است، می‌توان به ماجراهای تن‌تن و مرد مورچه‌ای اشاره نمود.